# Mesoxaea texana
Mesoxaea texana är en biart som först beskrevs av Heinrich Friese 1898.  Mesoxaea texana ingår i släktet Mesoxaea och familjen grävbin. Inga underarter finns listade i Catalogue of Life.